# Wemic
Un wemic es una criatura fantástica encontrada en literatura moderna y en los juegos de rol. 

## Características
El wemic tiene el torso, brazos y cabeza humana, y el cuerpo, piernas y cola de un león. Por esto, parecen centauros, pero con partes de león en lugar de las partes de caballo. También se les puede asemejar con un minotauro.
La parte humana de un wemic tiene características felinas, normalmente alrededor de los ojos y oídos, y quizás en la nariz y dientes también. Los machos generalmente son representados con una larga crin parecida a una melena de pelo.
Los wemics son excelentes cazadores y luchadores, de tendencias nómadas, ya que suelen ir tras las manadas para cazarlas y alimentarse. Hay quienes los han comparado con los pueblos aborígenes de los llanos centrales de Norteamérica.
A menudo se muestra a los wemic como nómadas bárbaros, analfabetos e incivilizados y de actitud cavernícola, dada su fama de ser sumamente supersticiosos. Otros describirían a los wemics como gente influenciada por la naturaleza, con una tradición rica de historia oral.
Viven cerca de la tierra y están en armonía con las fuerzas mágicas que los rodean.
- Datos: Q3028813